# Ścięgna (Zbrojów)
Ścięgna – część wsi Zbrojów w Polsce, położona w województwie świętokrzyskim, w powiecie skarżyskim, w gminie Bliżyn.
W latach 1975–1998 Ścięgna administracyjnie należały do województwa kieleckiego.